# Astrid Schwab
Astrid Schwab, född den 18 juni 1907 i Oslo, död den 2 november 1997, var en norsk skådespelare och teaterregissör, dotter till Ole Leikvang och mellan 1937 och 1942 gift med Per Schwab.
Schwab fick 1934 sitt konstnärliga genombrott på Ole Bull Teatret i Bergen. Därefter var hon anställd vid Den Nationale Scene, bortsett från ett uppehåll vid Det Nye Teater 1935–1936. Till hennes stora roller hörde framför allt Inès i Jean-Paul Sartres Stängda dörrar, Rebekka West i Henrik Ibsens Rosmersholm, modern i Ibsens Brand och Lavinia i Nils Kjærs Det lykkelige valg. Bland hennes säkra iscensättningar märks bland andra Shakespeares En midsommarnattsdröm och Eugene Ionescos Noshörningen.

## Filmografi (urval)
- 1932 – Skjærgårdsflirt